# Апіль-Сін
Апіль-Сін (д/н — 1813 до н. е.) — 4-й цар Вавилона близько 1831—1813 років до н. е. (за короткою хронологією — 1767—1749 до н. е.). Ім'я перекладається як «Спадкоємець Сіна».

## Життєпис
Походив з I Вавилонської (Аморейської) династії. Син царя Сабіума. Його ім'я аккадське, що, можливо, свідчить про родинні зв'язки за жіночою лінією.
Першу половину панування Апіль-Сін змушений був присвятити зміцненню кордонів свого царства, відбудовував низку фортець (насамперед Дур-Апіль-Сін) і укріплень навколо Вавилона (зокрема східну браму Баб-ілані), Борсіппи та Нурума. Він звів храми для богині Інанни і Набу (храм Єзіда). Також завершив проведення каналу Шамаша в Вавилоні.
У другій половині володарювання зумів досягти берегів Тигра, захопивши два міста — Акшак і Манкісум. Проте до кінця правління втратив ці землі у протистоянні з державою Ешнунна. Також ймовірно надав прихисток Іла-кабкабу, ішші-аккуму (вождю) ханійців і правителя міста Терка, який зазнав поразки від Яггід-Ліма, лугаля Марі.
Йому спадкував син Сін-мубалліт.